# Stâlpeni
Stâlpeni is een Roemeense gemeente in het district Argeș.
Stâlpeni telt 5018 inwoners.